# Oploswarmte
Oploswarmte is de energie die aan de omgeving wordt afgestaan of uit de omgeving wordt onttrokken bij het oplossen van een stof.
Wanneer er bij een proces energie wordt afgestaan aan de omgeving noemt men dit proces exotherm, wordt er energie opgenomen uit de omgeving dan noemt men dit endotherm.

## Voorbeeld
Wanneer zwavelzuur in water wordt opgelost, ontstaat er een sterke warmteontwikkeling. Er komt dus energie vrij bij dit proces: de reactie verloopt exotherm.  Bij het mengen van zwavelzuur en water moet men dan ook altijd zwavelzuur bij water gieten en nooit omgekeerd. Je vermijdt zo het opspatten van zwavelzuur dat ernstige brandwonden kan veroorzaken. Het water dat in 'overmaat' is kan de grote warmtetoevoer opvangen, zwavelzuur niet.
Het veiligst is geconcentreerd zwavelzuur op een afgewogen hoeveelheid ijsblokjes uit te schenken. Het mengsel koelt nu af, de combinatie van oplossen en smelten levert een endotherm proces op.
Wanneer aceton in water wordt opgelost, daalt de temperatuur van het mengsel. Er wordt dus energie aan de omgeving onttrokken: de reactie verloopt endotherm. Ditzelfde geldt voor het oplossen van de meeste zouten. Het oplossen van ammoniumnitraat is een bekend demonstratie-experiment.

## Achtergrond

### Energie
De netto oploswarmte is het resultaat van twee tegengestelde energievragen:
- verbreken van bindingen in de stof die oplost
- ontstaan van bindingen tussen de opgeloste stof en het oplosmiddel

Om een stof in oplossing te laten gaan, moeten de bindingen tussen de moleculen (op basis van vanderwaalskrachten en waterstofbruggen) of de ionen (elektrostatische krachten) van de stof verbroken worden. Deze stap kost altijd energie. Tijdens het oplossen worden er nieuwe bindingen gevormd. Deze kunnen ook weer op basis van zowel vanderwaalskrachten, waterstofbruggen of elektrisch van aard zijn. Deze stap levert altijd energie. Of de oplosenergie positief of negatief is hangt af van de relatieve grootte van de energie die bij beide processen betrokken is.

### Entropie
Naast de pure energiebalans is er ook het verschijnsel entropie. Een korte (maar beslist niet uitputtende) definitie van entropie is: de wanorde in het systeem, of anders: het gebrek aan ordening in het systeem. In het geval van een vaste stof (met moleculen netjes in het kristalrooster) met oplosmiddel enerzijds en oplossing (met de opgeloste moleculen kriskras door de oplossing bewegend) anderzijds is een duidelijke toename van wanorde. Voor die oplossingen waarvoor de oploswarmte negatief is, wordt de oplossing toch gevormd, omdat de wanorde in het geheel toeneemt.